# Sinalização acústica
A sinalização acústica em telefonia, consiste em uma série de sinais audíveis emitidos da central para o assinante.
Como exemplos: tom de discar e tom de ocupado.